# مكدس (بنية بيانات)
يعرف المَكْدَس أو الكدسة (بالإنجليزية: Stack)‏ بأنه بنية معطيات مجردة أو مجموعة يمكن فيها القيام بعمليات محددة على العناصر وهي إضافة عنصر جديد إلى المجموعة (تعرف هذه العملية بالدفع (بالإنجليزية: Push)‏ وإزالة عنصر من المجموعة (تعرف هذه العملية بالنزع (بالإنجليزية: Pop)‏). تجعل عمليتا الدفع والطرح المكدس بنية معطيات تتمتع بخاصية من يدخل أخيراً يخرج أولاً (بالإنجليزية: Last-In-First-Out)‏ أو اختصاراً LIFO. في بنية المعطيات ذات الخاصية LIFO يكون آخر عنصر تم إضافته للمجموعة هو أول عنصر تتم إزالته منها. يعرف المكدس بأنه بنية معطيات متسلسلة تتم فيها عمليات الإضافة والحذف عند نهاية واحدة فقط من السلسلة. عادةً ما يشار إلى آخر عنصر تمت إضافته إلى المكدس باسم قمة (بالإنجليزية: Top)‏ المكدس كما يزود المكدس بعملية استراق (بالإنجليزية: Peek)‏ تمكن من معرفة قيمة قمة المكدس دون القيام بإزالته منه.
للمكدس سعة محدودة. فإذا كان المكدس ممتلئاً لا يمكن عندئذ القيام بعملية دفع عنصر إليه، وتسبب محاولة القيام بهذه العملية حصول
طفحان (أو ما يعرف بتجاوز الحد الأعلى للسعة (بالإنجليزية: Overflow)‏). تقوم عملية الطرح بإزالة قمة المكدس وتسبب إما الكشف عن العناصر الموجودة داخل المكدس بالتتابع أو الحصول على مكدس فارغ، إذا كان المكدس فارغاً فإن محاولة القيام بالطرح يسبب حصول تجاوز الحد الأدنى للسعة (بالإنجليزية: Underflow)‏.
يعرف المكدس أيضاً بأنه بنية معطيات مقيدة، يعود السبب في ذلك إلى وجود عدد قليل نسبياً من العمليات التي يمكن إجراؤها عليه. كما أن طبيعة عمليات الدفع والطرح تفرض ترتيباً طبيعياً على العناصر. ذلك أن ترتيب حذف العناصر من المكدس يعاكس تماماً ترتيب إضافتها إليه. وبالتالي فإن العناصر الموجودة «أسفل» المكدس ستبقى فترةً أطول من نظيرتها الموجودة بالقرب من قمة المكدس.

## تاريخ المكدس
اقترح آلان تورنغ عام 1946 بنية المعطيات المكدس لأول مرة كجزء من تصميمه للكومبيوتر كطريقة لاستدعاء والعودة من الإجراءات الفرعية (وقد استخدم مصطلحات «الدفن» (بالإنجليزية: bury)‏ و«النبش» (بالإنجليزية: unbury)‏ للإشارة إلى هذه العمليات). وقد اقترح الألمانيان كلاوس ساملسن وفريدريش باور من جامعة ميونيخ التقنية بنية المعطيات المكدس عام 1955 وتقدما بطلب براءة اختراع له. وقد اقترح الأسترالي تشارلز لينارد هامبلن المبدأ ذاته عام 1957.

## العمليات المجردة
يعرف المكدس بأنه بنية معطيات بسيطة تتمتع بعدد من العمليات المجردة والتي يمكن تحقيقها بحرية تامة. أو يمكن تعريف المكدس بأنه قائمة خطية من العناصر التي يمكن إضافتها وحذفها عند نهاية واحدة تعرف باسم القمة.
فيما يلي قائمة بتواقيع الطرق الخاصة ببنية معطيات المكدس:
init: -> Stack
push: N x Stack -> Stack
(top: Stack -> (N U ERROR
pop: Stack -> Stack
isempty: Stack -> Boolean
حيث يشير N إلى نمط معطيات عناصر المكدس (في هذه الحالة عدد طبيعي)، ويشير U إلى معامل الاجتماع المنطقي.
وفيما يلي معاني هذه العمليات:
top(init()) = ERROR
top(push(i,s)) = i
()pop(init()) = init
pop(push(i, s)) = s
isempty(init()) = true
isempty(push(i, s)) = false

## تحقيق المكدس بلغة الباسكال
أبسط طريقة لتعريف المكدس هي استخدام المصفوفة في تمثيل المكدس، سوف نصرح عن المكدس كما في حالة التصريح عن المسجل بلغة الباسكال:
```
Const
 
maxstack
 
=
 
100
;

Type
 
stack
 
=
 
record
;

Item
 
:
 
array
 
[
1
..
maxstack
]
 
of
 
integer
;

Top
 
:
 
0
..
maxstack
;

Var
 
s
:
stack

```

من التصريحات المعطاة نجد أن عناصر المكدس s الموجودة في المصفوفة s.item هي أعداد صحيحة وأن المكدس لن يحتوي على من أكثر من maxstack عنصر، ويمكن تغيير عناصر المكدس بتغيير نوع عناصر المصفوفة s.item.بما أن top هو حقل في المسجل stack فإن قيمة المؤشر الذي يدل على عنصر القمة هو s.top. إذا كانت قيمة s.top = 3 فهذا يدل على أن المكدس يحتوي على ثلاثة عناصر هي s.item[1] وs.item[2] وs.item[3].
إذا طبقنا عملية pop على المكدس فإن قيمة s.top يجب أن تعدل لتصبح مساوية 2 ويصبح عنصر القمة هو [s.item[2، بينما إذا طبقنا عملية push على المكدس فإن قيمة s.top يجب أن تعدل لتصبح مساوية 4 ويصبح عنصر القمة هو [s.item[4. للبدء بمكدس فارغ يجب أن نكتب: s.top=0.
بالاعتماد على ما سبق يمكن كتاية التابع (empty(s بلغة الباسكال كما يلي:
```
Function
 
Empty
(
s
:
stack
)
 
:
 
Boolean
;

Begin

  
If
 
s
.
stop
 
=
 
0
 
Then
 
empty
 
=
true
;

  
Else
 
empty
 
=
false
;

End
;

```

ويمكن استدعاء هذا التابع بالشكل:
```
If
 
Empty
(
s
)

Then
 
{المكدس فارغ}

Else
 
{المكدس ليس فارغاً}

```

### تحقيق عملية النزع
ينفذ التابع (Pop(s الذي يأخذ بعين الاعتبار حالة كون المكدس فارغ كما يلي:
- إذا كان المكدس فارغاً فإنه يطبع رسالة تدل على الخطأ.
- وإلا يُسحب عنصر القمة من المكدس وإعطاء هذا العنصر إلى البرنامج المستدعي.

ويكتب هذا التابع بلغة الباسكال كما يلي:
```
Function
 
Pop
 
(
var
 
s
:
stack
)
 
:
 
integer

Begin

  
If
 
empty
(
s
)
 
Then

    
error
(
'stack underflow'
)
;

  
Else

  
Begin

    
Pop
 
=
s
.
item
[
s
.
top
]
؛

    
s
.
top
 
=
s
.
top
 
-
 
1
;

    
End
;

End
;

```

### تحقيق عملية الدفع
يتم ادخال عنصر إلى المكدس عن طريق زيادة s.top بمقدار 1 ومن ثم إدخال x إلى المصفوفة s.item. يُكتب الإجراء الذي يقوم بذلك على الشكل التالي:
```
Procedure
 
push
 
(
var
 
s
:
stack
;
 
x
:
integer
)

Begin

  
s
.
top
 
=
 
s
.
top
 
+
 
1
;

  
s
.
item
[
s
.
top
]
 
=
 
x
;

End
;

```

قبل استدعاء الاجراء push يجب التأكد من أن المكدس غير ممتلئ وبالتالي يجب تعديل الجراء السابق بحيث يصبح كالآتي:
```
Procedure
 
Push
 
(
var
 
s
:
stack
;
 
x
:
integer
)
 

Begin
 

If
 
s
.
top
 
=
 
maxstack
 
Then
 

  
error
(
'stack overflow'
)
;

Else

  
Begin
 

    
s
.
top
 
=
 
s
.
top
 
+
 
1
;

    
s
.
item
[
s
.
top
]
 
=
 
x
;

  
End
;

End
;

```

## تحقيق المكدس بلغة سي
```
#include
<stdio.h>

#include
<stdlib.h>

 

typedef
 
struct
 
_StackObject
 
{

    
int
 
stack_top
;

    
int
 
*
stack
;

}
 
StackObject
;

int
 
stack_init
(
StackObject
 
*
object
,
 
int
 
size
);

int
 
stack_destroy
(
StackObject
 
*
object
);

void
 
stack_push
(
StackObject
 
*
object
,
 
int
 
value
);

int
 
stack_pop
(
StackObject
 
*
object
);

void
 
stack_inverse
(
StackObject
 
*
object
);

int
 
main
(
int
 
argc
,
 
char
 
**
argv
)
 
{

    
StackObject
 
stack
;

    
stack_init
(
&
stack
,
 
10
);

    
stack_push
(
&
stack
,
 
11
);

    
stack_push
(
&
stack
,
 
22
);

    
stack_push
(
&
stack
,
 
33
);

    
printf
(
"1- %d
\n
"
,
 
stack_pop
(
&
stack
));

    
printf
(
"2- %d
\n
"
,
 
stack_pop
(
&
stack
));

    
printf
(
"3- %d
\n
"
,
 
stack_pop
(
&
stack
));

    
stack_push
(
&
stack
,
 
11
);

    
stack_push
(
&
stack
,
 
22
);

    
stack_push
(
&
stack
,
 
33
);

    
stack_inverse
(
&
stack
);

    
printf
(
"1- %d
\n
"
,
 
stack_pop
(
&
stack
));

    
printf
(
"2- %d
\n
"
,
 
stack_pop
(
&
stack
));

    
printf
(
"3- %d
\n
"
,
 
stack_pop
(
&
stack
));

    
stack_destroy
(
&
stack
);

    
return
(
0
);

}

int
 
stack_init
(
StackObject
 
*
object
,
 
int
 
size
)
 
{

    
object
->
stack_top
   
=
 
-1
;

    
object
->
stack
       
=
 
(
int
 
*
)
 
malloc
(
sizeof
(
int
)
 
*
 
size
);

 

    
if
(
object
->
stack
 
==
 
NULL
)

        
return
(
-1
);

 

    
return
(
0
);

}

int
 
stack_destroy
(
StackObject
 
*
object
)
 
{

    
free
(
object
->
stack
);

    
return
(
0
);

}

 

void
 
stack_push
(
StackObject
 
*
object
,
 
int
 
value
)
 
{

    
object
->
stack_top
   
=
 
object
->
stack_top
++
;

    
object
->
stack
[
object
->
stack_top
]
    
=
 
value
;

}

int
 
stack_pop
(
StackObject
 
*
object
)
 
{

    
int
 
temp
    
=
 
object
->
stack
[
object
->
stack_top
]
؛

    
object
->
stack_top
   
=
 
object
->
stack_top
--
;

    
return
(
temp
);

}

void
 
stack_inverse
(
StackObject
 
*
object
)
 
{

    
int
 
first
   
=
 
object
->
stack
[
0
]
؛

    
int
 
last
    
=
 
object
->
stack
[
object
->
stack_top
]
؛

    
object
->
stack
[
0
]
                    
=
 
last
;

    
object
->
stack
[
object
->
stack_top
]
    
=
 
first
;

    
int
 
i
;

    
for
(
i
 
=
 
1
 
;
 
i
 
<
 
object
->
stack_top
 
;
 
i
++
)

        
object
->
stack
[
object
->
stack_top
 
-
 
i
]
 
=
 
object
->
stack
[
i
]
؛

}

```

## استخدام المكدس بلغة سي++
```
#include
 
<stack>

#include
 
<iostream>

using
 
namespace
 
std
;

int
 
main
 
()
 
{

stack
 
<
int
>
 
a
;

int
 
j
;

while
 
(
1
){

cin
>>
j
;

a
.
push
(
j
);

if
 
(
j
==
0
)
 
break
;

}

cout
<<
endl
<<
"how many elements you wish to delete ? "
;

cin
>>
j
;

cout
<<
endl
<<
"the last element was "
<<
a
.
top
();

cout
<<
endl
<<
"after the delete "
;

for
 
(
int
 
i
=
1
;
i
<=
j
;
i
++
){

a
.
pop
();

}

cout
<<
a
.
top
();

return
 
0
;

}

```